# Khakkhara

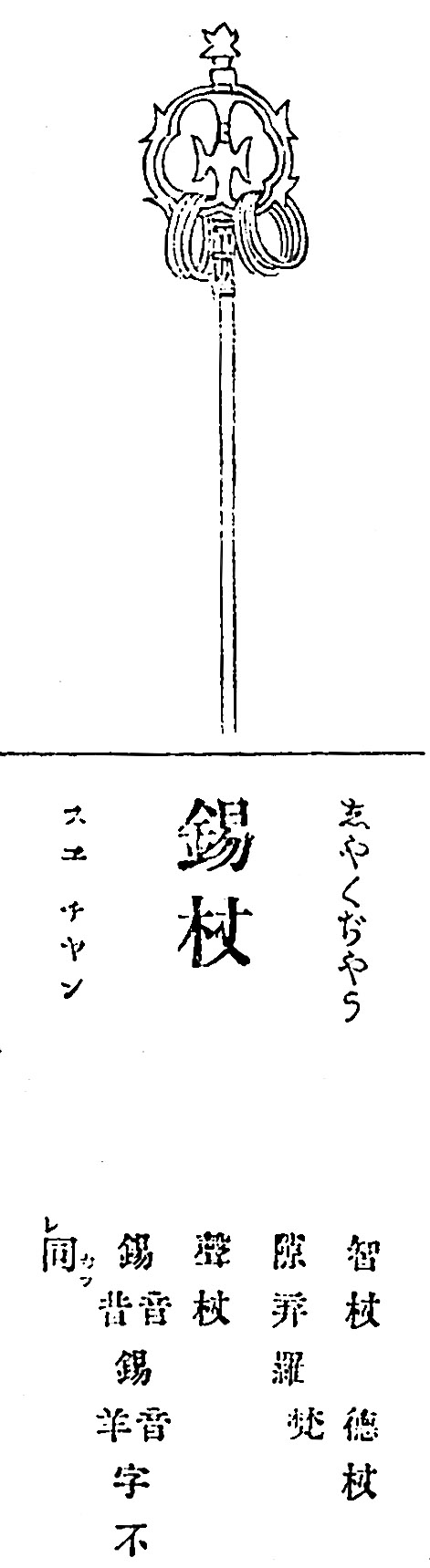

Il khakkhara (devanagari: खक्खर khakkhara, termine sanscrito per: 'bastone del mendicante'; cinese: 锡杖 ("bastone di peltro") pronuncia: xīzhàng, pronuncia giapponese: 錫杖 shakujō; tibetano: འཁར་གསིལ  'khar gsil - talora scritto  མཁར་གསིལ  mkhar gsil ma pronunciato ugualmente come "kharsil"; vietnamita: tích trượng; coreano: 석장 seogjang) è un bastone con la punta superiore adorna di anelli di metallo usato principalmente in ambito monastico buddista a scopo cerimoniale originario dell'India e poi diffusosi nei paesi in cui attecchì il Buddismo. Ha anche un uso nelle arti marziali orientali. Il tintinnare degli anelli di metallo era utilizzato per avvertire i più minuti esseri senzienti (insetti) dell'approssimarsi di una persona, e quindi per evitare che questi finissero calpestati, anche se tale evento, involontario, non ha effetti karmici nel Buddismo. In tempi antichi era utilizzato anche dai monaci viandanti per spaventare eventuali bestie feroci che avrebbero potuto essere un pericolo, e dai monaci che andavano nei villaggi per elemosinare cibo per avvisare i fedeli della propria presenza. In Cina era consuetudine che i monaci lo facessero risuonare davanti alle porte cui mendicavano al posto di bussare. È riportato il suo uso anche nel vinaya dei Sarvāstivāda.
Il numero di anelli di metallo presenti sul khakkhara varia e il numero può fare riferimento a una molteplicità di significati: quattro anelli possono così rappresentare le Quattro nobili verità o il fatto che il monaco sia un novizio, sei anelli le sei Pāramitā o i sei stati dell'esistenza o il fatto che il monaco abbia preso i voti del Bodhisattva, dodici anelli i dodici anelli della coproduzione condizionata o il raggiungimento della buddhità.
In ambito monastico cinese il khakkhara è usualmente usato solo dagli abati in occasione di grandi cerimonie solenni. Con esso percuote tre volte il terreno e lo scuote, simboleggiando la distruzione dei tre veleni e chiamando al risveglio gli esseri senzienti.
Il supporto ligneo del khakkhara può essere lungo, da passeggio, o corto, per uso esclusivamente musicale nell'accompagnamento della recitazione dei sutra.
L'uso del khakkhara nelle arti marziali è particolarmente diffuso nel monastero di Shaolin.
Nelle rappresentazioni iconografiche del bodhisattva Kṣitigarbha, che nella tradizione ha cura dei bambini e dei viaggiatori, questi viene usualmente rappresentato come un monaco con un khakkhara tenuto nella mano destra.

Parimenti, nelle rappresentazioni del Buddha Śākyamuni tra i discepoli Śāriputra e Maudgalyāyana, questi ultimi sono sempre rappresentati mentre reggono un khakkhara.
Nel sutra mahayana Brahmajala Sutra (cinese: 梵网经 pronuncia: fànwǎng jīng) sono elencati i 18 beni che un monaco può portare con sé nel compimento della dhūta, intesa sia come peregrinazione che come elemosina per il cibo. Il khakkhara figura tra questi. Gli altri oggetti sono: foglie di salice per pulirsi i denti, farina di soia come sapone, le tre parti della kaṣāya: antarvāsa, uttarāsaṅga, saṃghāti, una bottiglia d'acqua, la ciotola per l'elemosina, una seggiola, un bruciaincensi, una scatola d'incensi, un colino per filtrare l'acqua, un asciugamano, un coltellino, una selce per fare il fuoco, delle pinzette, una stuoia per dormire, immagini del Buddha o di bodhisattva.
Un khakkara è stato trovato tra gli oggetti affondati nel decimo secolo nel Mare di Giava all'interno del relitto dell'Intan.